# Aplonis tabuensis
Lo storno polinesiano (Aplonis tabuensis, Gmelin, 1788) è un uccello dell'ordine dei passeriformi.

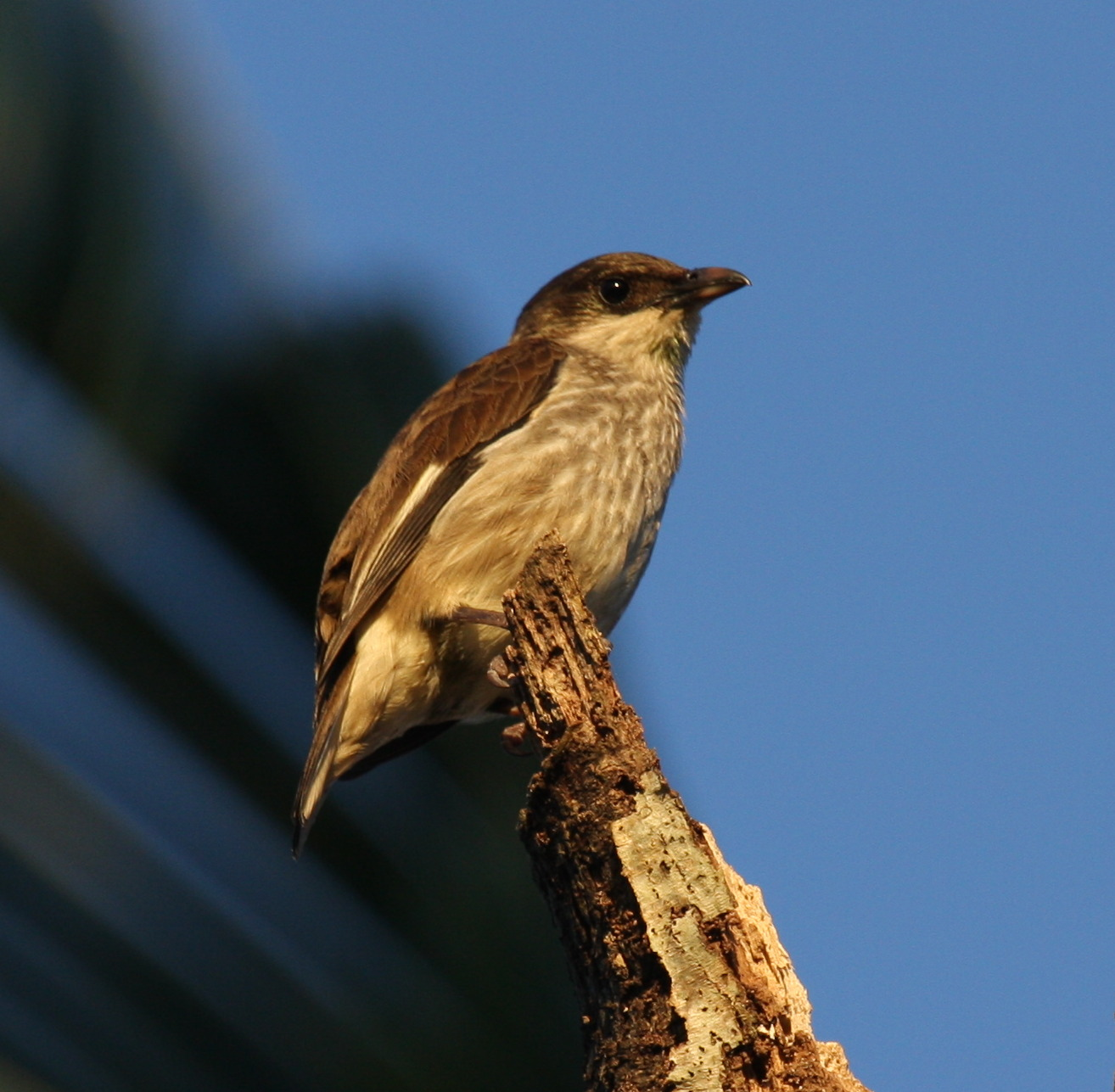
Matei, Taveuni, Isole Figi

## Distribuzione e habitat
Esso è diffuso nelle Samoa Americane, Figi, Niue, Samoa, Isole Salomone, Tonga, e Wallis e Futuna.
Il suo habitat naturale sono foreste tropicali e subtropicali.